# فوكه وولف فو 189
فوكه وولف فو 189 (بالإنجليزية: Focke-Wulf Fw 189)‏ هي طائرة مراقبة بمحركين أنتجت في ألمانيا. كان أول طيران لها في يوليو 1938. دخلت الخدمة في 1941، صنع منها 864 طائرة.

## المستخدمون
- سلاح الجو الألماني ( الرايخ الثالث)
- القوات الجوية المجرية